# Reprezentacja Związku Radzieckiego w piłce nożnej mężczyzn na igrzyskach olimpijskich
Reprezentacja Związku Radzieckiego w piłce nożnej na igrzyskach olimpijskich – zespół piłkarski, reprezentujący ZSRR na igrzyskach olimpijskich, powoływany przez selekcjonera, w którym występować mogą wyłącznie zawodnicy posiadający obywatelstwo radzieckie. Za jej funkcjonowanie odpowiedzialny jest Związek Piłki Nożnej ZSRR (FF SSSR). Reprezentacja funkcjonowała w czasie istnienia ZSRR, w latach 1958–1991 i reprezentowała ZSRR w turniejach kwalifikacyjnych do Igrzysk Olimpijskich, jak również w finałach turnieju olimpijskiego piłki nożnej. W barwach reprezentacji ZSRR grali głównie, obok Rosjan, Ukraińcy, Białorusini, Gruzini czy Ormianie, w mniejszym stopniu zawodnicy pochodzący z pozostałych republik radzieckich.
Olimpijska reprezentacja została stworzona specjalnie na letnie igrzyska olimpijskie, zgodnie z przyjętą po Mistrzostwach Świata 1958 decyzji FIFA, która zabraniała uczestnictwa w Igrzyskach Olimpijskich piłkarzom, którzy grali w finałach Mistrzostw Świata. Wcześniej w olimpijskich turniejach piłki nożnej w 1952 i 1956 występowała pierwsza (główna) reprezentacja ZSRR.
Łącznie olimpijska reprezentacja ZSRR rozegrała 69 oficjalnych meczów: 46 zwycięstw, 15 remisów, 8 porażek, bilans bramek 141-47.
Oprócz oficjalnych meczów olimpijska reprezentacja ZSRR uczestniczyła w wielu międzynarodowych turniejach (np. „Złoty Puchar Jawaharlala Nehru”) oraz licznych spotkaniach towarzyskich.

## Udział w Igrzyskach Olimpijskich
Od 1992 roku olimpijska reprezentacja może składać się z piłkarzy do 23-lat, plus trzech zawodników starszych tego wieku.
| Gospodarz - Rok | Wynik                               | M  | Z  | R | P | BZ | BS |
| --------------- | ----------------------------------- | -- | -- | - | - | -- | -- |
| 1896            | turniej piłki nożnej nie rozgrywano | -  | -  | - | - | -  | -  |
| 1900            | Nie uczestniczyła                   | -  | -  | - | - | -  | -  |
| 1904            | Nie uczestniczyła                   | -  | -  | - | - | -  | -  |
| 1908            | Nie uczestniczyła                   | -  | -  | - | - | -  | -  |
| 1912            | Nie uczestniczyła                   | -  | -  | - | - | -  | -  |
| 1920            | Nie uczestniczyła                   | -  | -  | - | - | -  | -  |
| 1924            | Nie uczestniczyła                   | -  | -  | - | - | -  | -  |
| 1928            | Nie uczestniczyła                   | -  | -  | - | - | -  | -  |
| 1932            | turniej piłki nożnej nie rozgrywano | -  | -  | - | - | -  | -  |
| 1936            | Nie uczestniczyła                   | -  | -  | - | - | -  | -  |
| 1948            | Nie uczestniczyła                   | -  | -  | - | - | -  | -  |
| 1952            | Runda 1                             | 3  | 1  | 1 | 1 | 8  | 9  |
| 1956            | Mistrz                              | 5  | 4  | 1 | 0 | 9  | 2  |
| 1960            | Nie zakwalifikowała                 | -  | -  | - | - | -  | -  |
| 1964            | Nie zakwalifikowała                 | -  | -  | - | - | -  | -  |
| 1968            | Nie zakwalifikowała                 | -  | -  | - | - | -  | -  |
| 1972            | 3. miejsce                          | 7  | 5  | 2 | 0 | 17 | 6  |
| 1976            | 3. miejsce                          | 5  | 4  | 0 | 1 | 10 | 4  |
| 1980            | 3. miejsce                          | 6  | 5  | 0 | 1 | 19 | 3  |
| 1984            | zrezygnowała                        | -  | -  | - | - | -  | -  |
| 1988            | Mistrz                              | 6  | 5  | 1 | 0 | 14 | 6  |
| 1992            | Nie zakwalifikowała                 | -  | -  | - | - | -  | -  |
| Razem           | 6/20                                | 32 | 24 | 5 | 3 | 77 | 30 |